# Ría Deseado
Ría Deseado är en flodmynning i Argentina.   Den ligger i provinsen Santa Cruz, i den södra delen av landet, 1 600 km söder om huvudstaden Buenos Aires.
Omgivningarna runt Ría Deseado är i huvudsak ett öppet busklandskap. Trakten runt Ría Deseado är nära nog obefolkad, med mindre än två invånare per kvadratkilometer.